# 레너드 클라인록

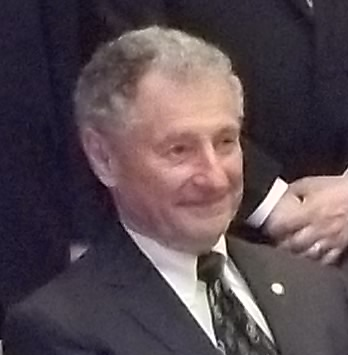

레너드 클라인록(Leonard Kleinrock, 1934년-)은 컴퓨터 네트워크의 이론적인 기반을 세우는 데 크게 기여한 캘리포니아 대학교 로스앤젤레스의 전산학과 교수이다. 아르파넷의 개발에도 중요한 역할을 담당했다.
큐잉 이론에 관한 업적으로 잘 알려져 있으며, 특히 인터넷의 기반인 패킷 교환망의 이론적 바탕을 제공하였다.
1990년에 계산기 학회의 데이터 통신 분과에서 수여하는 씨그컴상을 수상하였다.

## 같이 보기
- 인터넷의 역사